# 布韦岛

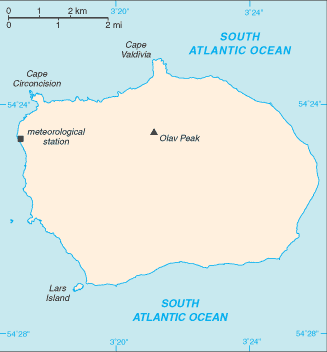
布韦岛地图

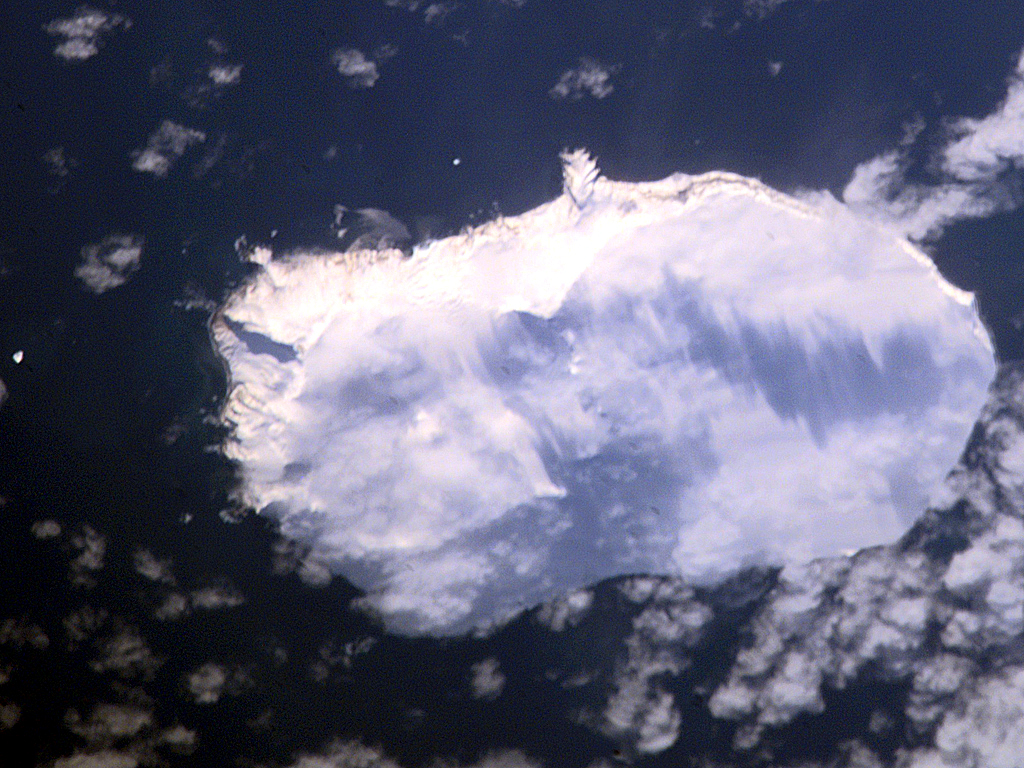
布韦岛卫星照片

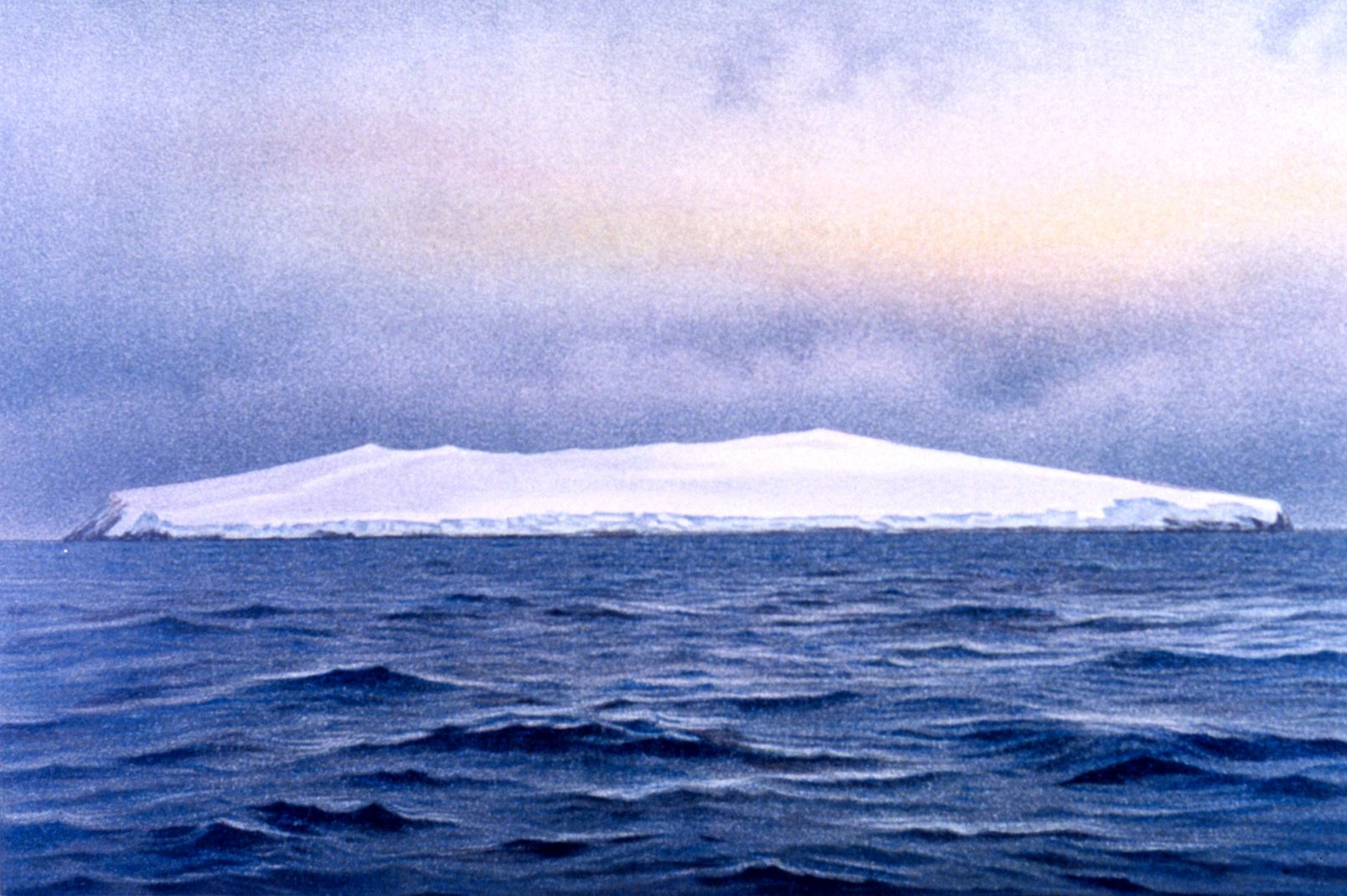
布韦岛的东南海岸

布韦岛（挪威語：Bouvetøya），是屬於挪威的一座岛屿。

## 历史
布韦岛于1739年1月1日由法国航海家讓-巴普蒂斯特·夏爾·布韋·德·羅齊埃发现。但是布韦没有对该岛进行考察，因此无法判定其究竟是一个岛屿还是南极大陆的一部分。
直至1808年，布韦岛才第二次被人发现，发现者是恩德比公司捕鲸船“天鹅”号的船长林塞。1822年12月，捕海豹船“黄蜂”号的船长本杰明·莫雷尔第一次登上该岛，捕猎海豹。1825年12月10日，恩德比公司船东诺里斯船长将该岛命名为“利物浦岛”，并宣布其为英国屬地。1898年，德国探险家库恩再次抵达该岛，但未上岛考察。
登上布韦岛的第一批科学考察者是1927年的一个挪威考察队。他们在岛上居住了一个月，并将其命名为布韦岛。英国稍后放弃了对该岛的主权要求。第二次世界大战前及战争期间，布韦岛附近海域成为挪威捕鲸船作业基地，捕获了大量南露脊鲸和抹香鲸。1941年1月中旬，德国海军辅助巡洋舰“企鹅”号（HK-33）在布韦岛海域捕获了11艘挪威捕鲸船和3艘鲸鱼加工船。1964年，在布韦岛海岸发现了1艘被遗弃的救生艇，但乘客不知所終。
1971年，布韦岛被挪威政府宣布为自然保护区，禁止人员常年居住。1977年，挪威在岛上设立了一座自动气象站。1979年9月22日，美國人造衛星Vela Hotel在布韦岛和爱德华王子群岛之間的海域偵測到一股強光。這道強光後來曾被推斷為核試產生的爆炸或由隕石在空中爆炸所致，但相關的謎團至今仍未完全解開（船帆座事件）。

## 地理
布韦岛位于54°26′S 3°24′E / 54.433°S 3.400°E，剛巧就在環繞南極洲的西風帶以外，面积为58.5平方公里（22.6平方英哩），全岛93%的面积被冰川覆盖。島上平均每年的降雪量接近一公尺（2001年降的雪在15米深），全岛最高处为奥拉夫峰（780米高）。沿岸有很多冰山，沿海为冰崖和黑色火山岩。岛的东部在1955年到1958年露出了原生火山岩，有鸟类栖居。岛上没有港口或港湾，仅在岛外近岸处有临时锚地，通过小船与岸上聯絡。
布韦岛被认为是世界上距任何一个大陆最远的岛屿之一，其他类似岛屿还有复活节岛和特里斯坦-达库尼亚岛。离布韦岛最近的大陆是南极洲的毛德皇后地，有1600公里远。该岛国际域名缩写代码为.bv。

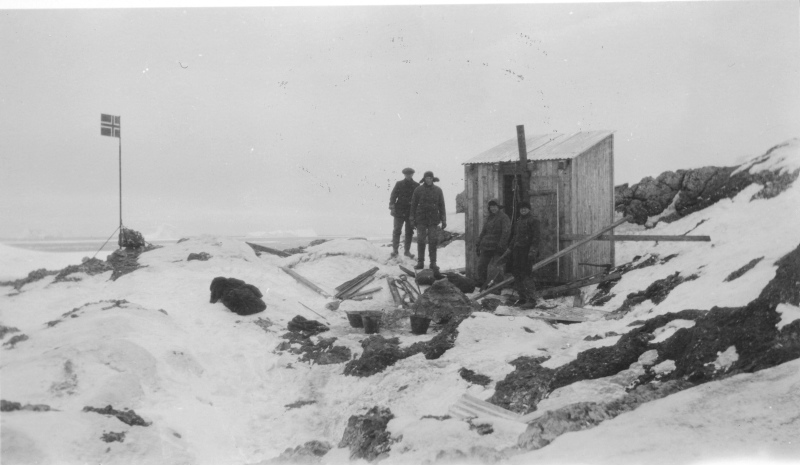
1929年的研究站
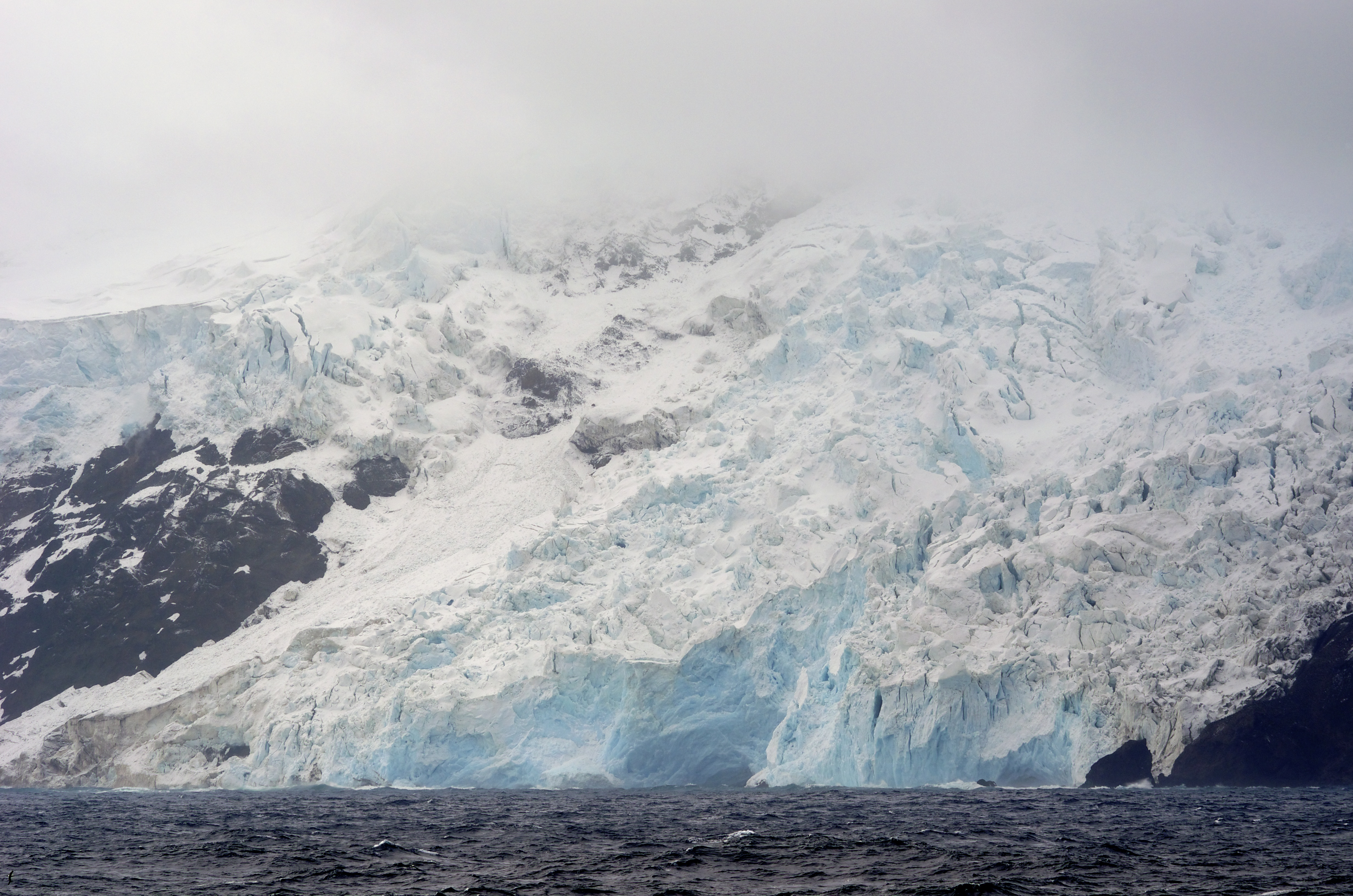
西岸冰崖
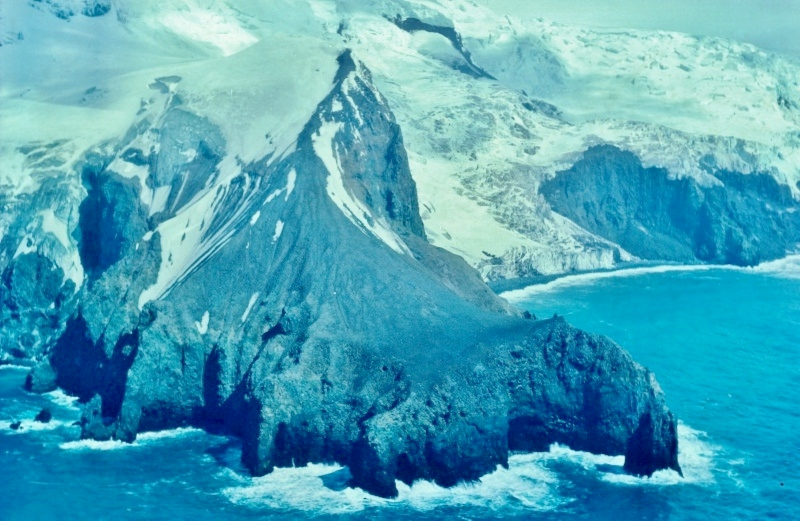
韋德維亞角
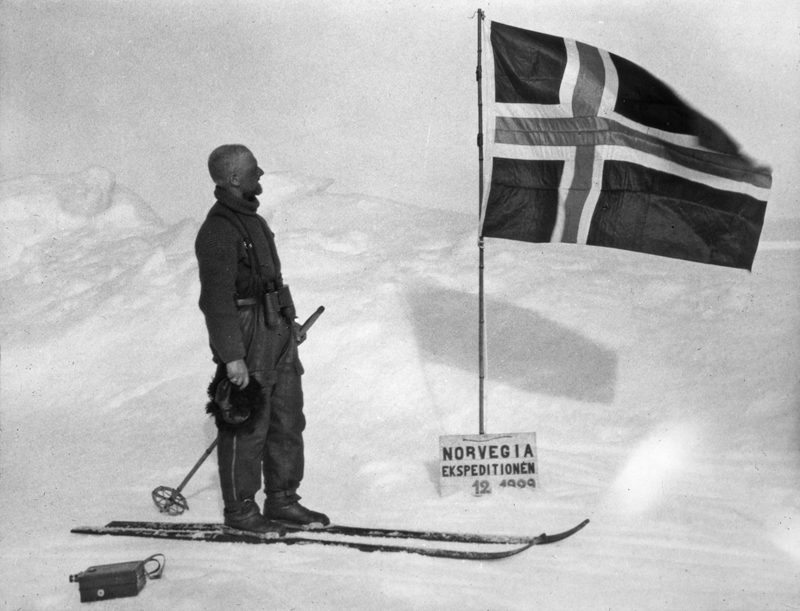
1929年的挪威國旗

## 小说中的布韦岛
- 2004年上映的美国科幻恐怖电影（Alien vs. Predator）就是將背景舞台設定在布韦岛。